# Маргеб
Маргеб (тадж. Марғеб) — посёлок в Айнинском районе Согдийской области Таджикистана. Население — 704 человек (2017). Национальный состав — таджики (ягнобцы).
При поддержке Агентства лесного хозяйства при Правительстве Республики Таджикистан и комитета по защите окружающей среды Айнинского района, территория посёлка, наряду с посёлк, Маргеб планируется включению в заповедную зону.
На территории посёлка, находится массив Замин-Карор, где часто проводятся чемпионаты и международные соревновании по альпинизму.